# Fiestas de Octubre
Las Fiestas de Octubre son un festival cultural y recreativo llevado a cabo en el estado de Jalisco con sede principal en la capital Guadalajara. Comienzan el primer viernes de octubre hasta el primer lunes de noviembre; se lleva a cabo en el Auditorio Benito Juárez, en diferentes localizaciones de la ciudad y en distintas regiones del estado de Jalisco. Dichas fiestas nacen en 1965 y se consideran una de las expresiones culturales más tradicionales en el estado.
Durante todo el mes se presentan diferentes expresiones artísticas como conciertos de artistas de renombre nacional e internacional, muestras de danza, jornadas de cine, exhibiciones de pintura, ballet, talleres y el tradicional palenque, donde además de los conciertos se pueden apreciar las peleas de gallos. 
Los juegos mecánicos, los antojitos mexicanos, las exposiciones y venta de productos artesanales e industriales, Expo Ganadera y actividades deportivas son otras de las cosas que se pueden encontrar en estas tradicionales fiestas que buscan incentivar la cultura y el turismo de Guadalajara. 
El evento se inicia con el tradicional desfile de carros alegóricos a lo largo de la Av. 16 de Septiembre-Alcalde, de Niños Héroes a la Glorieta de la Normal en la ciudad de Guadalajara.
En el año 2007 se realizó un segundo desfile, este fue nocturno y comenzó el 27 de octubre a las 21:00 horas por las avenidas Javier Mina-Juárez-Vallarta de la calle Aquiles Serdan (Calle 69), hasta el monumento de los Arcos.

### Historia
Las Fiestas de Octubre surgieron en 1965 como iniciativa del entonces gobernador de Jalisco Francisco Medina Ascencio, les fue asignada como sede las instalaciones del  Parque Agua Azul y la organización de la feria estaba a cargo del departamento de Turismo de la Ciudad.

Por un breve tiempo, las ferias se colocaron en las inmediaciones del Jardín “El Santuario”, sin embargo ante la cantidad de asistentes regresaron al Parque Agua Azul, fue hasta 1984 cuando se determinó reubicarlas en un espacio de mayor capacidad como lo es, el Auditorio "Benito Juárez", ubicado en la Colonia Auditorio del municipio de Zapopan.

Para 1989, las autoridades determinaron conformar un patronato el cual se hizo cargo de la organización del periodo ferial hasta el año 2018.

En 1991, el Patronato de Fiestas de Octubre decidió darle un giro a la manera de realizar la feria y asignarle un tema diferente cada año con el objetivo de incrementar la cultura y experiencias de los visitantes.

En enero de 2019 se extingue dicho patronato y se crea el Organismo Público Descentralizado de la Agencia Estatal del Entretenimiento.

### Sobre el Auditorio Benito Juárez
El Auditorio Benito Juárez se trata de un proyecto arquitectónico ejecutado por Arq. Julio de la Peña Lomelí e inaugurado el 21 de noviembre de 1970 por el gobernador Lic. Francisco Medina Ascencio y por el presidente de la República Lic. Gustavo Díaz Ordaz, denominándose en ese momento como “Auditorio Olímpico de Guadalajara”. 

Dado el  tipo de arquitectura en su cúpula,  el uso del concreto y las tecnologías de vanguardia, fue merecedor de varios reconocimientos, sin embargo, dos años más tarde se vino abajo por condiciones mantenimiento. 

El inmueble tiene una capacidad para 10 mil personas en gradería y mil 500 en sillería, cuenta con sanitarios,  taquillas, alumbrado general y personal de limpieza.

El domo principal cuenta con una superficie cubierta de 17 mil 136 m², con una capacidad para 13 mil personas aproximadamente entre la gradería y el ruedo, además en la parte posterior tiene dos camerinos estelares, bodegas, seis módulos de sanitarios, estacionamiento de organizadores para 50 autos y taquillas. Al frente cuenta con una explanada de 90 m de ancho por 126 m de largo, así como áreas alternas como pasillos con stands, canchas y salas de usos múltiples.

## Nombres de los temas
A partir de 1991, la organización de la feria gira alrededor de un tema específico y todas las actividades, espectáculos e imágenes, se enfocan a resaltar el concepto elegido. Los temas han sido: 
1. 1991.- Los Niños y su Mundo.
2. 1992.- Octubre 500.
3. 1993.- México, Nuestro Orgullo.
4. 1994.- Jalisco, Mi Terra.
5. 1995.- El Mundo y sus Fiestas.
6. 1996.- La Fantasía de la danza.
7. 1997.- El Universo de los Sueños.
8. 1998.- La Mejor Diversión de Jalisco para el Mundo.
9. 1999.- Milenio de Maravillas.
10. 2000.- La Aventura Familiar.
11. 2001.- La Alegría de los Niños.
12. 2002.- Maravillas del Mundo.
13. 2003.- Cuentos y Leyendas.
14. 2004.- La Magia de la Risa.
15. 2005.- 40 Años de Fiesta.
16. 2006.- México Mágico.
17. 2007.- Los Colores de Jalisco, Diversión sin Adicción
18. 2008.- Mitos Fantásticos
19. 2009.- Carnavales del Mundo
20. 2010.- Tradiciones Mexicanas
21. 2011.- América Nos Une En Guadalajara
22. 2012.- 47 Años de Orgullo Jalisciense
23. 2013.- Jalisco se Viste de Música
24. 2014.- Que lindo es Jalisco
25. 2015.- 50 Años
26. 2016.- Pueblos Mágicos de Jalisco
27. 2017.- Innovación y Tecnología
28. 2018.- Mitos y Leyendas del Mundo
29. 2019.- La Fiesta de Todos
30. 2020 y 2021.- Suspendidas debido a la Pandemia por COVID-19
31. 2022.- Al Estilo Jalisco
32. 2023.- Las Mejores Fiestas
33. 2024.- Tradición que nos llena de orgullo

Los carteles con la imagen de los temas del 1993 y del 1996 significaron al patronato premios internacionales: Una medalla de plata y una de oro respectivamente, que fueron otorgados por la IAFE (Asociación Internacional de Ferias y Exposiciones).